# 12757 Yangtze
För andra betydelser, se Yangtze (olika betydelser).
12757 Yangtze eller 1993 RY11 är en asteroid i huvudbältet som upptäcktes den 14 september 1993 av båda belgiska astronomerna Henri Debehogne och Eric Walter Elst vid La Silla-observatoriet. Den är uppkallad efter floden Yangtze.
Asteroiden har en diameter på ungefär 5 kilometer och den tillhör asteroidgruppen Koronis.